# Hawkinge
Hawkinge es una parroquia civil y un pueblo del distrito de Folkestone and Hythe, en el condado de Kent (Inglaterra).

## Demografía
Según el censo de 2001, Hawkinge tenía 4405 habitantes (49,1% varones, 50,9% mujeres). El 24,93% eran menores de 16 años, el 71,21% tenían entre 16 y 74 y el 3,86% eran mayores de 74. La media de edad era de 34,71 años. Del total de habitantes con 16 o más años, el 25,43% estaban solteros, el 61,29% casados y el 13,27% divorciados o viudos. 2225 habitantes eran económicamente activos, 2126 de ellos (95,55%) empleados y 99 (4,45%) desempleados. Había 1721 hogares con residentes, 46 vacíos y 6 eran alojamientos vacacionales o segundas residencias.